# Biblioteca San Matteo degli Armeni
La Biblioteca comunale San Matteo degli Armeni è una biblioteca di Perugia, con sede in via Monteripido 2, specializzata sui temi della pace, della nonviolenza, dei diritti umani, del dialogo interculturale e interreligioso, con una sezione che comprende la biblioteca di Aldo Capitini.
Fa parte del Sistema bibliotecario comunale, che comprende la Biblioteca Augusta, Biblionet della frazione di Ponte San Giovanni, la Biblioteca Sandro Penna della frazione di San Sisto, Biblioteca Villa Urbani di via Pennacchi e il Bibliobus, la biblioteca itinerante.

## Storia
Concluso il lungo restauro del complesso monumentale omonimo iniziato nel 2009 per riparare i danni del sisma del 1997, la Biblioteca San Matteo degli Armeni è stata inaugurata il 2 luglio 2012.
È biblioteca specialistica del Comune di Perugia, centro di documentazione e ricerca. Promuove iniziative, dibattiti, studi inerenti ai temi della pace, della nonviolenza, dei diritti umani, del dialogo interculturale e interreligioso.
Una sezione comprende la biblioteca di Aldo Capitini, di proprietà della Fondazione Centro Studi Aldo Capitini, e consta di circa 10 000 volumi, tra monografie e periodici.
A San Matteo è conservata la bandiera con i colori della pace che il filosofo portò alla prima Marcia Perugia– Assisi, nel 1961.
La bandiera, prima di essere esposta in una delle sale della biblioteca, era custodita a Palazzo dei Priori di Perugia.
Dal 2015, a seguito di una convenzione con il Comune di Perugia, ospita il Centro di Documentazione per i Diritti Umani intitolato all'attivista perugina Elisabetta Campus,  della Circoscrizione Umbria di Amnesty International e del Gruppo 45 di Perugia.
È presente anche la biblioteca ARPA Umbria di documentazione ambientale.

## L'edificio
La biblioteca è parte del complesso monumentale di San Matteo degli Armeni, formato da numerosi corpi di fabbrica interconnessi a forma di "U" - di cui la chiesa di San Matteo degli Armeni è parte - con al centro una piccola corte interna che si affaccia sull'ampio giardino che copre un'area di circa 4800 m².
Il complesso si trova appena al di fuori delle mura trecentesche, nella zona Nord-Ovest di Perugia, a metà strada tra il cassero di porta Sant'Angelo con il Tempio di Sant'Angelo ed il convento francescano di Monteripido. La superficie coperta è di oltre mille m², di cui 170 sono quelli della chiesa.

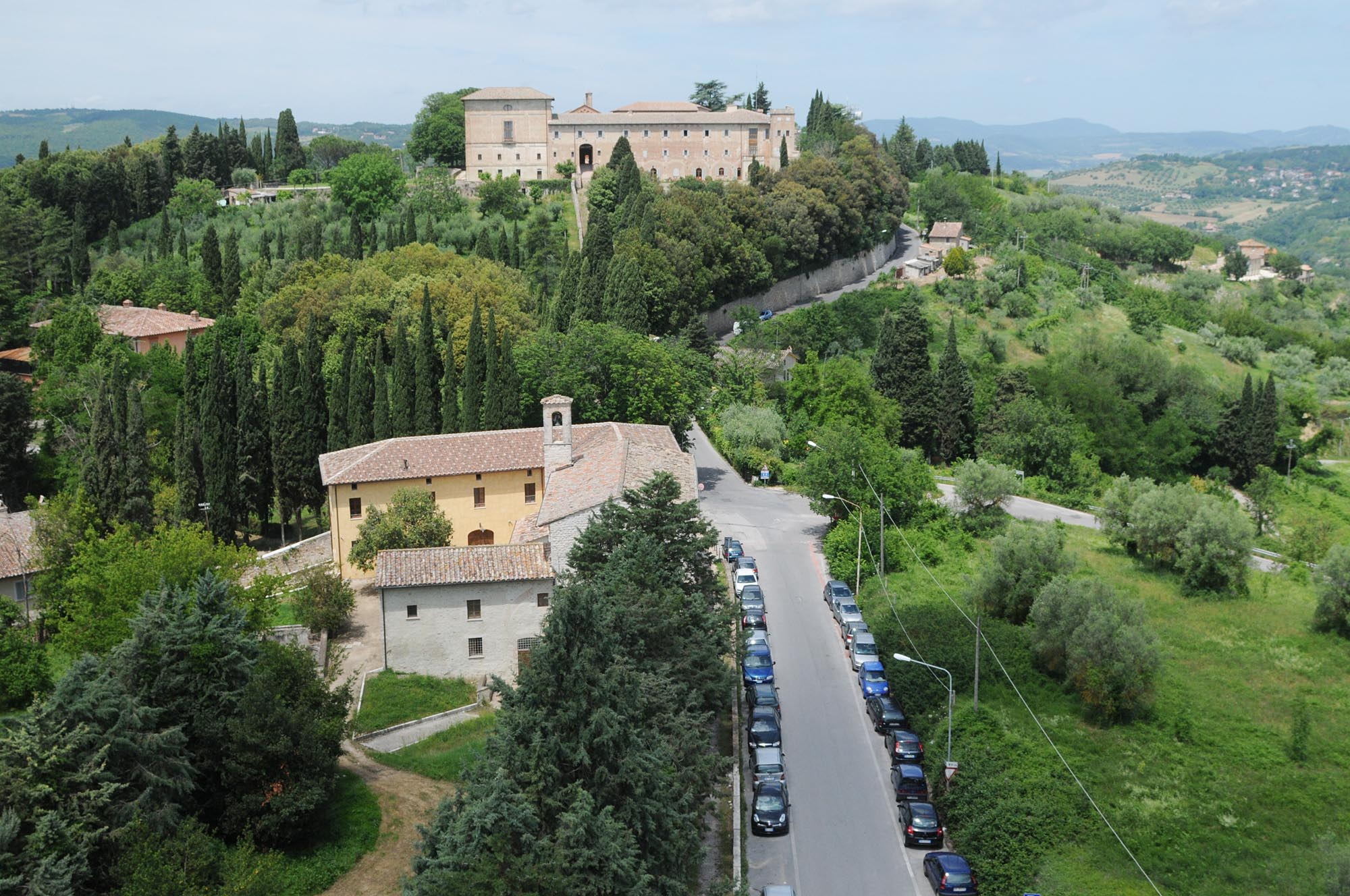
Complesso monumentale di San Matteo degli Armeni di Perugia: panoramica. In alto, sullo sfondo, il convento francescano di Monteripido

La sua origine risale alla metà del XIII secolo, quando i monaci Armeni dell'ordine dei Basiliani arrivarono a Perugia per costruirvi una chiesa, della quale si ha notizia a partire dal 1273.
Il XVII secolo ha coinciso con l'ultimo periodo di grande prestigio del complesso, che trova la sua massima rappresentazione nella realizzazione delle fontane barocche di cui oggi rimangono 8 nicchie ed una vasca centrale, probabilmente adibita a peschiera.

## Il patrimonio
Accanto al fondo capitiniano la biblioteca possiede documenti messi a disposizione da Amnesty International, libri e periodici di recente pubblicazione e collezioni pervenute dalla Biblioteca Augusta.
Gli archivi della Circoscrizione Umbria di Amnesty International, del Gruppo 45 di Perugia e di Elisabetta Campus (recentemente inventariati), raccolgono un ampio carteggio fra i vari organi di Amnesty International sia a livello locale che nazionale, nonché tra il Gruppo 45, e le altre organizzazioni, i movimenti ed enti locali. È presente anche il materiale italiano di Amnesty International inerente alla campagna per la tutela dei diritti umani presso il Campo di prigionia di Guantánamo, una volta riservato ed oggi a disposizione di studiosi e tesisti.
Nel Marzo del 2025, presso il salone storico della Soprintendenza Archivistica e Bibliografica dell’Umbria, una conferenza ha presentato ufficialmente gli archivi. Ne è stato approfondito il valore storico, lo stato di conservazione della documentazione, di questi come degli altri archivi italiani in materia di diritti umani, nonché la possibilità di consultazione da parte degli utenti.
La biblioteca dispone di 80 posti lettura ed offre consultazione, informazioni bibliografiche, 2 postazioni Internet e videoscrittura, riproduzioni, visite guidate, attività culturali e promozione della lettura, wifi.

## L'organizzazione degli spazi e delle raccolte
La biblioteca occupa l'ala sinistra del complesso restaurato e si sviluppa in due piani. Al piano terra si trova l'area di accoglienza, l'area emeroteca ed una sala con un'ampia vetrata con vista sul parco.
Questo spazio - che può trasformarsi in una sala proiezioni o per la presentazione di libri e per attività formative - presenta il pavimento a listoni in rovere - a differenza delle altre stanze pavimentate con cotto - con asole perimetrali in vetro dalle quali sono visibili le parti basamentali dei pilastri in mattoni della fine del XVII secolo.
Il primo piano è accessibile con una scala in muratura ed un ascensore. Questo piano è riservato allo studio e alla consultazione del Fondo Capitini.
Il piano è completato da uffici, sala riunioni, e postazioni pc destinate al pubblico.